# Domus Gaudium
Domus Gaudium är ett av tre studentkårhus i Helsingfors för Studentkåren vid Helsingfors universitet. "Gaudium" är latin för glädje eller jubel. Byggnaden är belägen i Främre Tölö. I det intilliggande kvarteret finns studentbostadshuset Domus Academica, som ägs av studentkåren. 
Domus Gaudium invigdes i november 2008. Det uppfördes gemensamt av studentkåren och "Stiftelsen Svenska Handelshögskolan". Byggnaden ritades av arkitektfirman Brunow & Maunula (Anna Brunow (född 1951) och Juhani Maunula (född 1948).  "Hanken & HSE Executive Education" har tidigare disponerat lokaler för föreläsningssalar och kontorslokaler och "Estonian Business School Helsinki" har därefter flyttat in i Domus Gaudium.
Domus Gaudium har det latinska mottot "sub hoc tecto cives academici excoluntur" ("under beskydd av denna byggnad skapas akademiska medborgare").